# مسعود سلجوقی
سلطان غیاث‌الدین مسعود بن محمد بن ملکشاه سلجوقی دهمین پادشاه سلسله سلجوقیان ایران بود. وی پسر محمد بن ملکشاه سلجوقی دیگر شاه این سلسله بود.
مسعود از ابتدای پادشاهی‌اش روابط خوبی با المسترشد خلیفه عباسی نداشت. در نبردی نزدیک همدان مسعود، خلیفه را شکست داد و نهایتاً خلیفه به دست اسماعیلیان گندامی کشته شد.